# ワン・モア・チャンス (マイケル・ジャクソンの曲)
「ワン・モア・チャンス」（原題：One More Chance）は、マイケル・ジャクソンの2003年のシングル。

## 解説
ベストアルバム『ナンバー・ワンズ』の最終楽曲として収録され、シングルカットもされた。生前に新曲として発表された最後のシングル楽曲である。ショート・フィルムは、児童性的虐待容疑の捜査が始まったため撮影が中断し、CBSで放送されたドキュメンタリーを収録したDVD『ザ・ワン』では過去の歴代ショート・フィルムを再編集したものが代わりに収録されるなどした。その後長らくお蔵入りとなっていたが、2010年11月24日に発売された『マイケル・ジャクソン VISION』にて初公開となった。
| スタブアイコン | サブスタブ | この項目は、まだ閲覧者の調べものの参照としては役立たない、シングルに関連した書きかけの項目です。この項目を加筆・訂正などしてくださる協力者を求めています（P:音楽/PJ:楽曲）。 |